# Хоџиз (Алабама)
Хоџиз (енгл. Hodges) град је у америчкој савезној држави Алабама. По попису становништва из 2010. у њему је живело 288 становника.

## Демографија
Према попису становништва из 2010. у граду је живело 288 становника, што је 27 (10,3%) становника више него 2000. године.
| Група             | 2000.        | 2010.       |
| Белци             | 261 (100,0%) | 281 (97,6%) |
| Афроамериканци    | 0 (0,0%)     | 0 (0,0%)    |
| Азијати           | 0 (0,0%)     | 0 (0,0%)    |
| Хиспаноамериканци | 0 (0,0%)     | 3 (1,0%)    |
| Укупно            | 261          | 288         |